# علم توغو
علم توغو (بالفرنسية: drapeau du Togo)‏ أعتمد في 27 أبريل 1960. ويحتوي على ثلاثة خطوط أفقية خضراء متساوية الحجم ومتناوبة مع خطين صفراوين متاثلين، وفي الأعلى يوجد مربع أحمر بداخله نجمة بيضاء.

## التاريخ
صُمم العلم من قبل بول اهيي. وأعتمد العلم في 28 أبريل 1960 وما زال قيد الاستخدام. وخلال حكم فرنسا لتوغو من 1957 إلى 1958، استخدم علم يتكون من حقل أخضر مع نجمتين في الزاوية، علم فرنسا في الزاوية العلية.

## معرض صور

علم توغولاند
علم مقترح لتوغولاند
علم توغولاند الفونسية (1957–1958)
علم توغو (1958–1960)